# Apeadeiro de Castelãos
O Apeadeiro de Castelãos é uma interface encerrada da Linha do Tua, que servia a localidade de Castelãos, no concelho de Macedo de Cavaleiros, em Portugal.

## Descrição
O abrigo de plataforma situava-se do lado sul da via (lado direito do sentido ascendente, a Bragança). Castelãos é um de vários apeadeiros da Linha do Tua situados junto a passagens de nível, onde a própria casa do guarda desta fornecia um coberto para os passageiros (outros apeadeiros com esta caraterística eram Rebordãos, Remisquedo, e Salselas, todos no lanço entre Mirandela e Bragança)[carece de fontes?]. Esta passagem de nível em Castelãos cruza a EN216.[carece de fontes?]

## História
Este apeadeiro situava-se no lanço entre Macedo de Cavaleiros e Sendas, que foi aberto à exploração em 18 de Dezembro de 1905. No entanto, não fazia parte originalmente deste troço, uma vez que em 25 de Janeiro de 1932 os comboios correios e mistos começaram a parar neste local, sendo então apenas uma passagem de nível ao quilómetro 85,300, somente para embarque e desembarque de passageiros. Só em 1933 é que a Companhia Nacional de Caminhos de Ferro estabeleceu aqui uma paragem, tendo construído uma gare e um alpendre junto à casa do guarda da passagem de nível, para abrigar os passageiros.
Em 1946, foi assinada a escritura da transferência da concessão da Companhia Nacional para a Companhia dos Caminhos de Ferro Portugueses, que iniciou a exploração da Linha do Tua em 1 de Janeiro do ano seguinte.
O troço entre Mirandela e Bragança foi encerrado no dia 15 de Dezembro de 1991. Em 2022 entrou ao serviço o primeiro lanço da Ecopista do Tua, que aproveita a antiga via férrea entre a passagem de nível ao Km 80,333 e o Apeadeiro de Castelãos.